# Gunnar Neeme
Gunnar Neeme (* 19. Mai 1918 in Tartu; † 3. Februar 2005 in Melbourne) war ein estnischer Künstler, Buchillustrator und Schriftsteller.

## Leben und Werk
Gunnar Neeme machte 1937 in Tartu Abitur und studierte mit Unterbrechungen von 1937 bis 1943 an der Kunsthochschule Pallas. Während der deutschen Besetzung Estlands im Zweiten Weltkrieg kämpfte er in den Reihen der Wehrmacht und gelangte so zu Kriegsende nach Deutschland, wo er in den Jahren 1946–1949 seine Kunststudien in Privatateliers fortsetzte und gleichzeitig Zeichenlehrer für Angehörige der US-Armee war. 1949 emigrierte er nach Australien, wo er seit 1952 in Melbourne lebte.
Neeme schätzte neben der estnischen und europäischen Kunst besonders die zeitgenössische japanische Kunst von Yasuda Yukihiko und Misao Yokoyama. Er war vor allem als Buchillustrator tätig und organisierte zudem zahlreiche Kunstausstellungen. Am bekanntesten sind seine Illustrationen zum estnischen Nationalepos Kalevipoeg, die er 1985 veröffentlichte und die 2011 für die zweisprachige estnisch-englische Ausgabe verwendet worden sind. Seine sowohl auf Estnisch als auch auf Englisch verfassten Texte bewegen sich häufig an der Schnittstelle zwischen Prosa und Lyrik und haben einen kontemplativ-essayistischen Ton.

## Bibliografie
- Sõnajala õis. Näidend 2 vaatuses, 6 pildis ('Die Farnblüte. Schauspiel in zwei Akten, sechs Bildern'). Melbourne: G. Neeme 1964. 48 S. [Manuskript]
- Kollane vihm ('Gelber Regen'). Adelaide: Ivoret 1976. 80 S.
- Mist of Time. Meditations in words and pictures. Richmond: Spectrum 1976. 68 S.
- Maalit uiman. Mõtisklusi, vaatlusi ning variatsioone ('Ich berausche das Gemälde. Überlegungen, Betrachtungen und Variationen'). Adelaide: Ivoret 1981. 50 S.
- Mustade ristide maa: näidend Eesti ajaloost 4 vaatuses ('Das Land der schwarzen Kreuze. Schauspiel aus Estlands Geschichte in vier Akten'). [Melbourne : s.n.] 1982. 18 S.
- Kalevipoeg taidelises nägemuses / Kalevipoeg in artistic vision. Richmond: Spectrum Publications Pty Ltd 1985. 138 S.
- Mosaics: a play in two acts. Translated into English by Gunnar Neeme an David Riley. Chadstone (Victoria): G. Neeme 1987. 62 S. [Manuskript]
- The Waves. Richmond: Spectrum 1988. 75 S.
- Kalevipoeg. The Estonian national Epic. Eesti rahvuseepos. Translator / Tõlkija: Triinu Kartus. Artistic vision / Taideline nägemus: Gunnar Neeme. Tartu, Tallinn: Estonian Literary Museum / Eesti Kirjandusmuuseum 2011. 535 S.

## Auszeichnungen
- 1994 Kreutzwald-Erinnerungsmedaille
- 2005 Orden des weißen Sterns IV. Klasse